# Molleró de roure
El molleró de roure (Leccinellum crocipodium) també anomenat molleró d'estiu i alzinenc d'estiu, és una espècie de fong de l'ordre dels boletals (Boletales). És un molleró que prefereix els dies càlids.

## Morfologia
Bolet robust; poc desenvolupat; gregari; de fins a 15 cm de diàmetre; barret d'hemisfèric a convex; de bru groguenc a falb o canyella, sovint amb tints olivacis, amb l'edat embruneix; superfície seca, vellutada, rugulosa; sovint clivellada o tessel·lada; les clivelles sovint amples, de manera que permet observar el color de la carn subjacent; cutícula de no separable a només lleugerament separable; marge curtament excedent, no supera 1 mm.
Tubs de groc pàl·lid a groc llimona, de bru vermellosos a bru ocracis al frec; porus de groc pàl·lid a groc llimona, de bru vermellosos a bru ocracis al frec.
Cama fusiforme, més engruixida al peu; de longitud propera al diàmetre del barret; groguenca a groc pàl·lida a la part superior, de groc més marcat cap al peu; amb aspres escamoses, especialment al peu, de groguenques a brunes amb l'edat i el frec; sovint ordenades en fileres.
Carn de cremosa a groguenca; de grisenca a negrosa amb el temps, en els llocs fracturats, clivellats o en les cavernes.

## Hàbitat
Des de l'estiu a la tardor; primordialment en terrenys àcids, des de la muntanya mitjana a la muntanya mediterrània; de tendència termòfila, el podrem trobar sempre en boscos de planifolis, vora roures, alzines, castanyers i faigs.

## Comestibilitat
Comestible, cal eliminar la cama.

## Comentaris
Pot generar confusions el mataparent dolç (Hemileccinum impolitum) però la carn d'aquesta espècie no ennegreix al tall i la carn del peu olora a iodoform.